# Macquarie University station
Macquarie University station är en station i Sydneys tunnelbana, på linjen Metro North West & Bankstown Line. Stationen betjänar förorterna Macquarie Park och delar av Marsfield, samt närliggande Macquarie Universitet och Macquarie köpcentrum. Stationen var tidigare en del av Sydneys pendeltågsnät på linjen T1 Northern Line, innan den byggdes om år 2019 för att användas som del av Sydneys nya tunnelbanenät. Stationen är den enda i Australien som bär namnet av ett universitet.

## Historia
Macquarie University station öppnades den 23 februari 2009 på samma dag som den nya järnvägsförbindelsen mellan Chatswood och Epping.
Stationen hölls stängd i sju månader från september 2018 för att byggas om till en tunnelbanestation på den nya linjen Metro North West Line. Under ombyggnationen installerades bland annat skärmdörrar på plattformen. Stationen öppnades igen 26 maj 2019.